# Мельбурн-Парк
37°49′22″ пд. ш. 144°58′48″ сх. д. / 37.822669444444° пд. ш. 144.98005° сх. д.

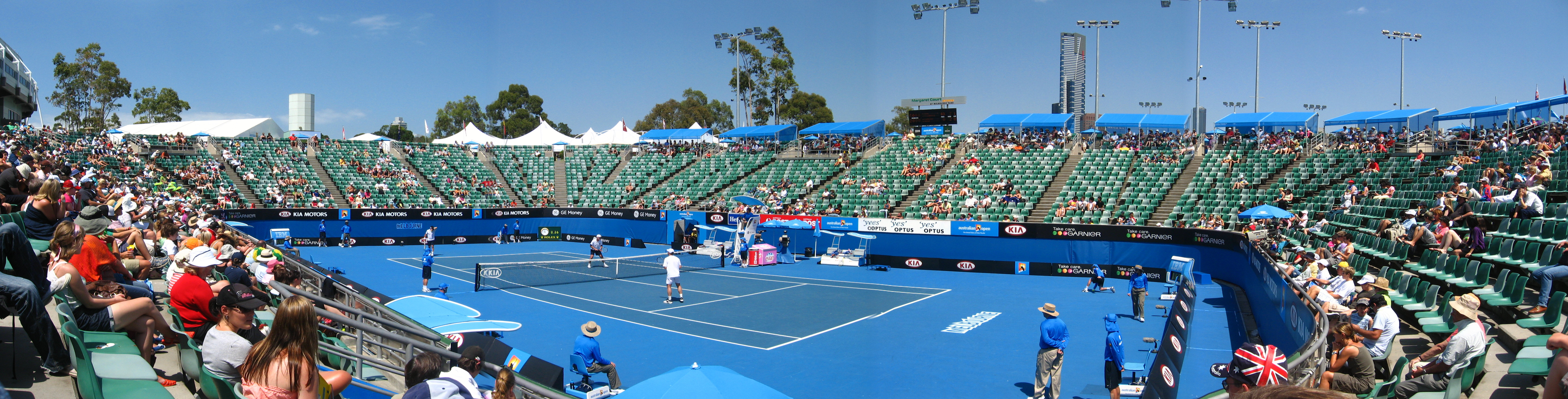
Панорама корту Margaret Court Arena (2008 рік)

Мельбурн-Парк — комплекс спортивних споруд у Спортивно-розважальної дільниці  міста  Мельбурн, штат Вікторія, Австралія. З 1988 року, 200-річчя Австралії, Мельбурн-Парк приймає  Відкритий чемпіонат Австралії з тенісу, турнір Великого шолома, який проводиться щорічно в січні. У парку споруди, що дозволяють проводити матчі з баскетболу, нетболу, музичні концерти та інші заходи. Раніше в Мельбурн-парку проводилися змагання з катання на ковзанах, трекові велоперегони, міжнародні змагання з плавання та автоперегони.
Мельбурн-Парк належить компанії Melbourne & Olympic Parks, яка також керує сусіднім Прямокутним стадіоном. Секція Ярра-Парк Спортивно-розважальної дільниці є окремою установою.

## Історія
До 1996 року комплекс носив назву  Фліндерс-Парк, але в 1996-му тодішній  прем'єр штату Вікторія Джефф Кеннетт вирішив змінити її на Мельбурн-Парк — в основноому з метою  реклами слова «Мельбурн». 
Рішення спочатку зустрілося з опозицією, але згодом мельбурнці звикли. 
Фліндерс-Парк був створений у 1988 році поруч із Джолімонт-Ярдом як нове місце проведення Australian Open. Попереднє місце проведення, Клуб лаун-тенісу Куйонг, стало занадто малим для турніру популярність якого невпинно зростала. Будівництво Фліндерс-парку було завершено в 1988 році на суму щонайменше 94 мільйони доларів. Гравці та глядачі відгукнулися на відкриття нової дільниці з неймовірно позитивними відгуками,  деякі назвали приміщення та зручності найкращими з чотирьох турнірів Великого шолома.
У 1996-му коплекс розширили  завдяки новій інвестиції у 23 млн доларів, які пішли на створення двох великих кортів з трибунами для глядачів та восьми нових кортів з покриттям  ‘Ace’, а крім того великого зеленого простору, який тепер називається ‘Garden Square’.
Відповідає за функціонування комплексу трест Melbourne & Olympic Parks, утворений у 1995-му відповідно до положень акту Melbourne & Olympic Parks Act 1985 [Архівовано 9 березня 2020 у Wayback Machine.] з поправками. У квітні 2018 Tennis Australia оголосила про свої амбіції взяти права опіки над усім  комлексом на себе з метою максимізації  використання його для інших спортивних і культурних заходів поряд з Відкритим чемпіонатом Австралії.